# Château de Musinens
Le château de Musinens est un château bâti aux XIIe et XIIIe siècles et situé sur le territoire de la commune de Valserhône, en France.

## Situation
Le château est situé sur la commune de Valserhône (anciennement Bellegarde-sur-Valserine) dans le département de l'Ain, en région Auvergne-Rhône-Alpes.

## Description
L'édifice forme un ensemble solidement travaillé en maçonnerie de pierres appareillées. Les bases du château datent du XIIe siècle. La grande tour carrée servant de donjon a été bâtie au XIIIe siècle. Elle a été complétée sous la Renaissance par une aile annexe éclairée par des baies à meneaux.

## Historique
Musinens était un fief de la famille du même nom. Une maison forte a été bâtie au Moyen Âge pour protéger les points de passage entre le Rhône et la Valserine. Ce château a appartenu successivement aux familles de Musinens, de Châtillon et de Bouvens. La seigneurie de Musinens est devenue une paroisse du  royaume de France, puis une commune en 1793 à la suite de la Révolution française. Le château appartient alors toujours aux Bouvens.
Le centre de gravité de la localité s'étant déplacé jusqu'au pont de Bellegarde en bordure du Rhône, celle-ci a été renommée Bellegarde en 1858. Au XXe siècle, le château est  repris par des Suisses, puis racheté par la commune (rebaptisée Bellegarde-sur-Valserine en 1956) dans les années 1970. Des expositions, des concerts et des visites sont occasionnellement proposés dans les lieux.